# Kraut & rüben
Kraut & rüben (auch kraut&rüben) ist ein Magazin für biologisches Gärtnern und natürliches Leben, das  als Monatstitel im Deutschen Landwirtschaftsverlag erscheint. Es wurde 1984 von Nancy Arrowsmith als kleinformatiges Spartenmagazin gegründet.

## Beschreibung
Von einem kleinformatigen Spartenmagazin entwickelte sich die Zeitschrift bis heute zu einem Kiosktitel für Gärtner und Selbstversorger mit einer Druckauflage von über 100.000 Exemplaren. Flankiert wird das Heft durch eine Website, einen Youtube-Kanal sowie Präsenzen in sozialen Netzwerken. Pro Jahr erscheinen zudem mehrere Sonderhefte und ein Gartenjahrbuch.

## Inhalt
Kraut & rüben enthält Inhalte zum biologischen Gärtnern. Dabei steht der Eigenanbau von Obst und Gemüse im Fokus. Altes Wissen, biologische Kreisläufe sowie das Verarbeiten und Haltbarmachen der Ernte wird für Einsteiger ebenso wie für Gartenprofis vermittelt.

## Geschichte
Die Zeitschrift wurde 1984 von der im österreichischen Waldviertel lebenden amerikanischen Autorin Nancy Arrowsmith (* 1950 in Oxford, England) gegründet. Zu Anfang noch im DIN A 5-Format, erschienen zwei Ausgaben im Wiener Orac Verlag, bevor der Verlag die Zeitschrift wieder einstellte. Durch die Fürsprache von Marie-Luise Kreuter, Buchautorin des Bestsellerbuchs „Der Biogarten“ nahm sich der BLV Verlag München des Titels kraut & rüben an. Nancy Arrowsmith betreute das alle zwei Monate erscheinende Magazin als Herausgeberin, Marie-Luise Kreuter bürgte als Fachberaterin gegenüber dem Verlag für die inhaltliche Qualität. So verzeichnete das von einem kleinen Redaktionsteam umgesetzte Magazin eine langsam wachsende Leserschaft. Die Publikation wurde auf das große Zeitschriftenformat umgestellt und erschien monatlich, um im Handel mehr Käufer zu finden. Bereits mit der Augustausgabe 1990 erreichte die Zeitschrift eine verkaufte Auflage von 80.000 Exemplaren. Das entsprach einer Steigerung von über 22.000 Lesern innerhalb nur weniger Monate. Im 3. Quartal 2020 verzeichnete kraut & rüben laut IVG eine verkaufte Auflage von 102.320 Exemplaren, darunter 58.128 im festen Abonnement.